# Mola (arte)
La mola (in italiano più comunemente molas) è una forma di artigianato strettamente legata all'abbigliamento tradizionale degli indios Kuna che abitano le isole di San Blas, provincia di Kuna Yala, Panama. Con la sovrapposizione di strati di tessuto opportunamente ritagliati e cuciti si creano complicati e coloratissimi disegni.
Nella lingua Dulegaya mola significa camicia o vestito, l'uso di ornare gli abiti con questa tecnica deriva dall'antica abitudine delle donne Kuna di decorare il proprio corpo con disegni geometrici realizzati con colori naturali. Recentemente gli stessi disegni sono stati trasportati sugli abiti per mezzo di stoffe colorate e ricami.

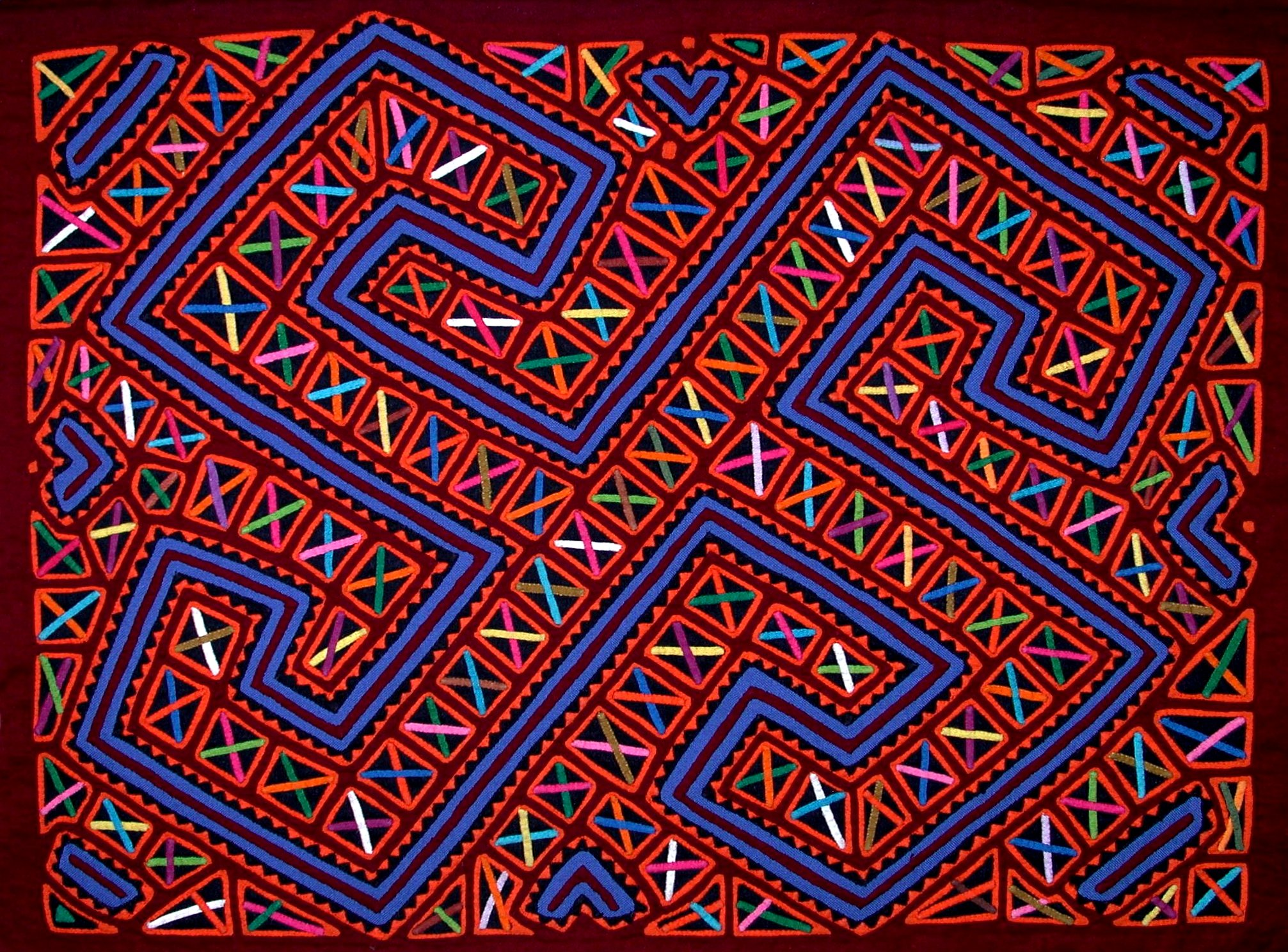
Mola con la svastica, bandiera del Kuna Yala

## Il costume

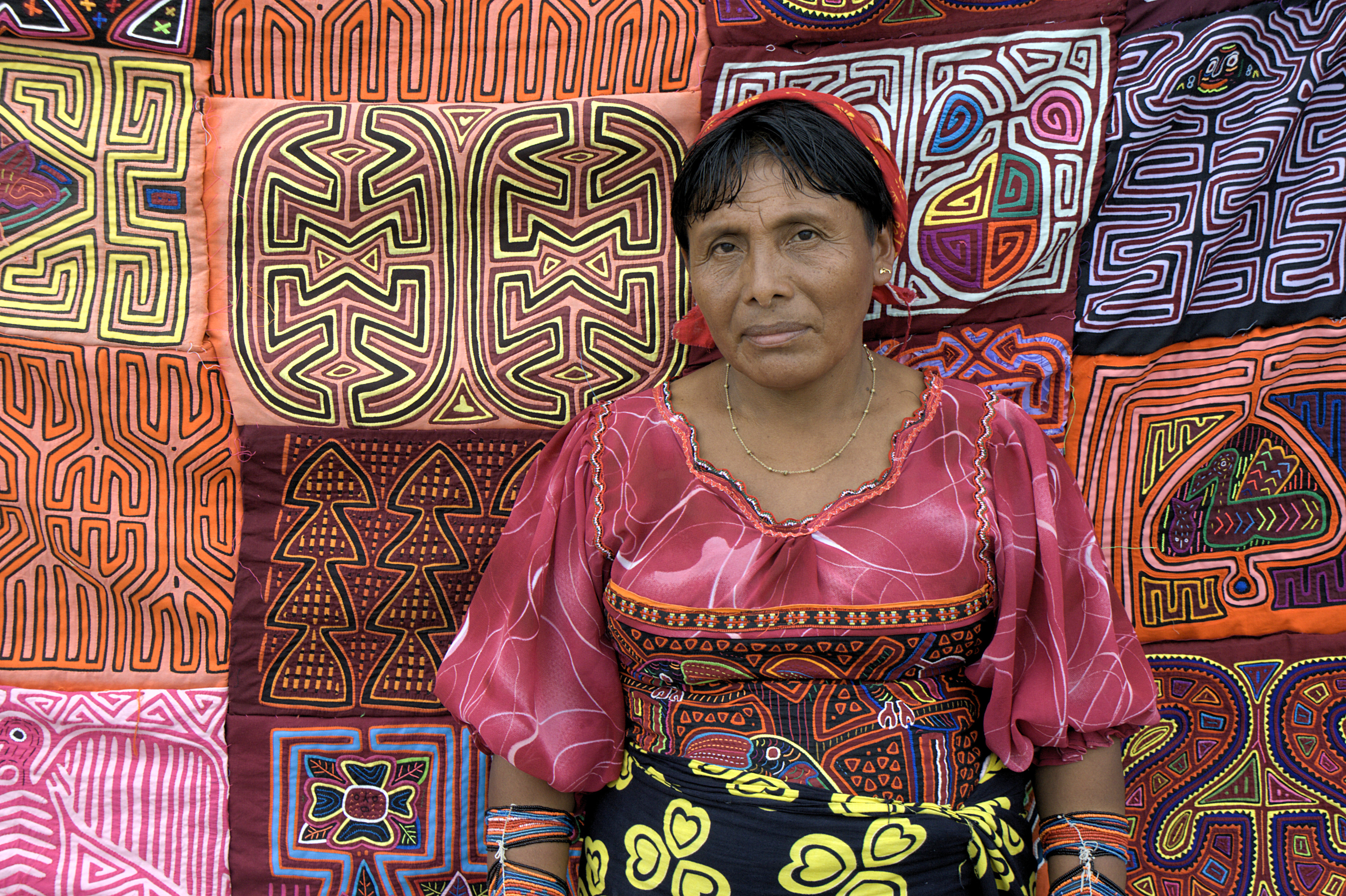
Una donna Kuna con le sue molas

La mola è la parte principale dell'abito che le donne Kuna portano ogni giorno.
Il costume intero comprende:
- una coloratissima blusa (dulemor) a maniche corte dove due pannelli decorati a molas costituiscono la parte anteriore e posteriore.
- una sciarpa da testa (musue) rossa e gialla
- un anello d'oro per il naso (olasu) e orecchini
- collanine (wini) di perle di vetro per braccia e gambe
- una gonna (saburet) stampata a disegni vistosi su fondo blu

## Costruzione

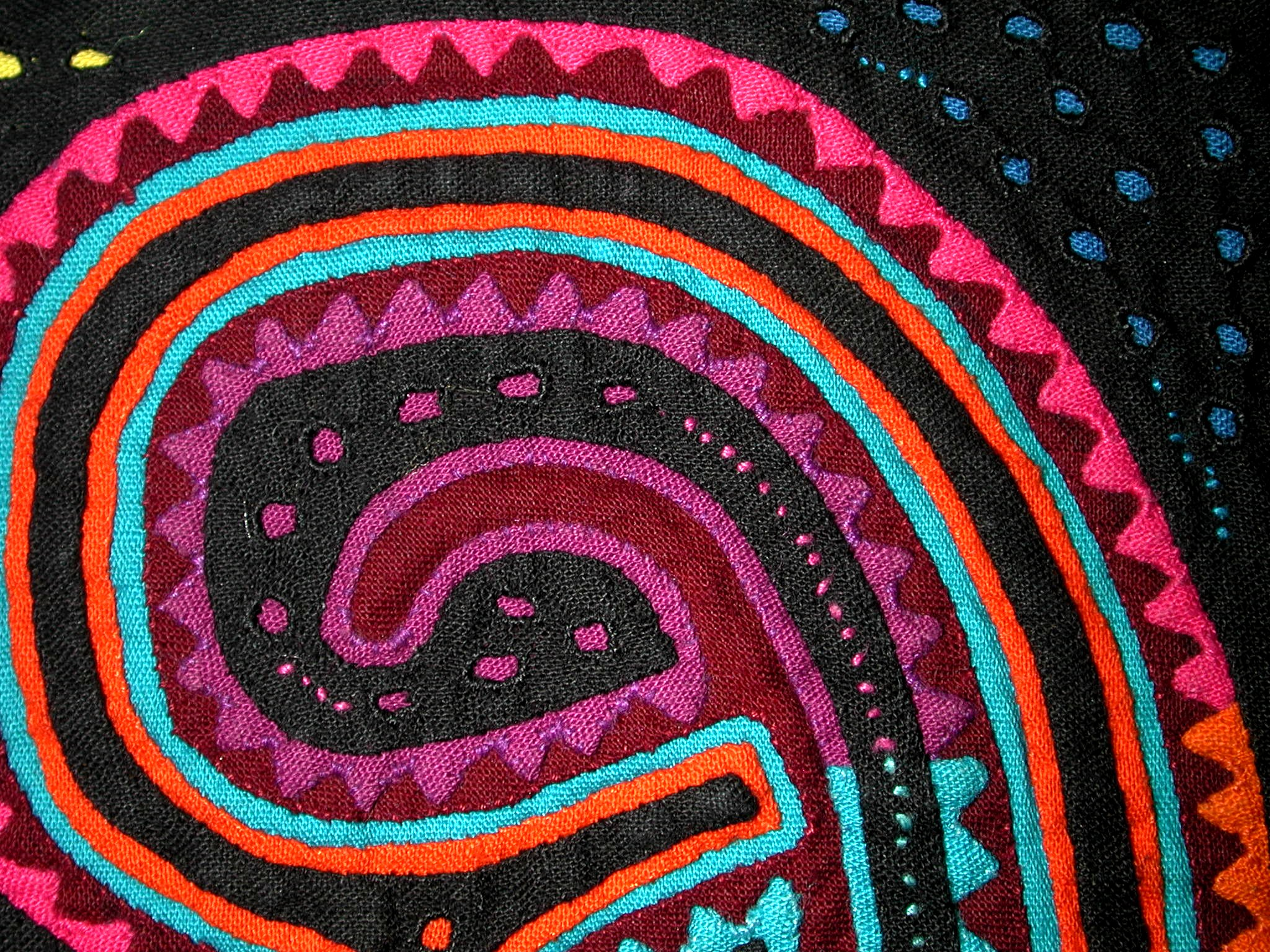
particolare con i diversi strati di tessuto colorato

Su uno strato di tessuto che forma la base vengono applicati strati successivi di tessuto di colore contrastante ritagliato e cucito con piccoli punti praticamente invisibili, in modo da formare complicati disegni lineari. I particolari ultimi del disegno vengono aggiunti con vari punti di ricamo.

## Iconografia

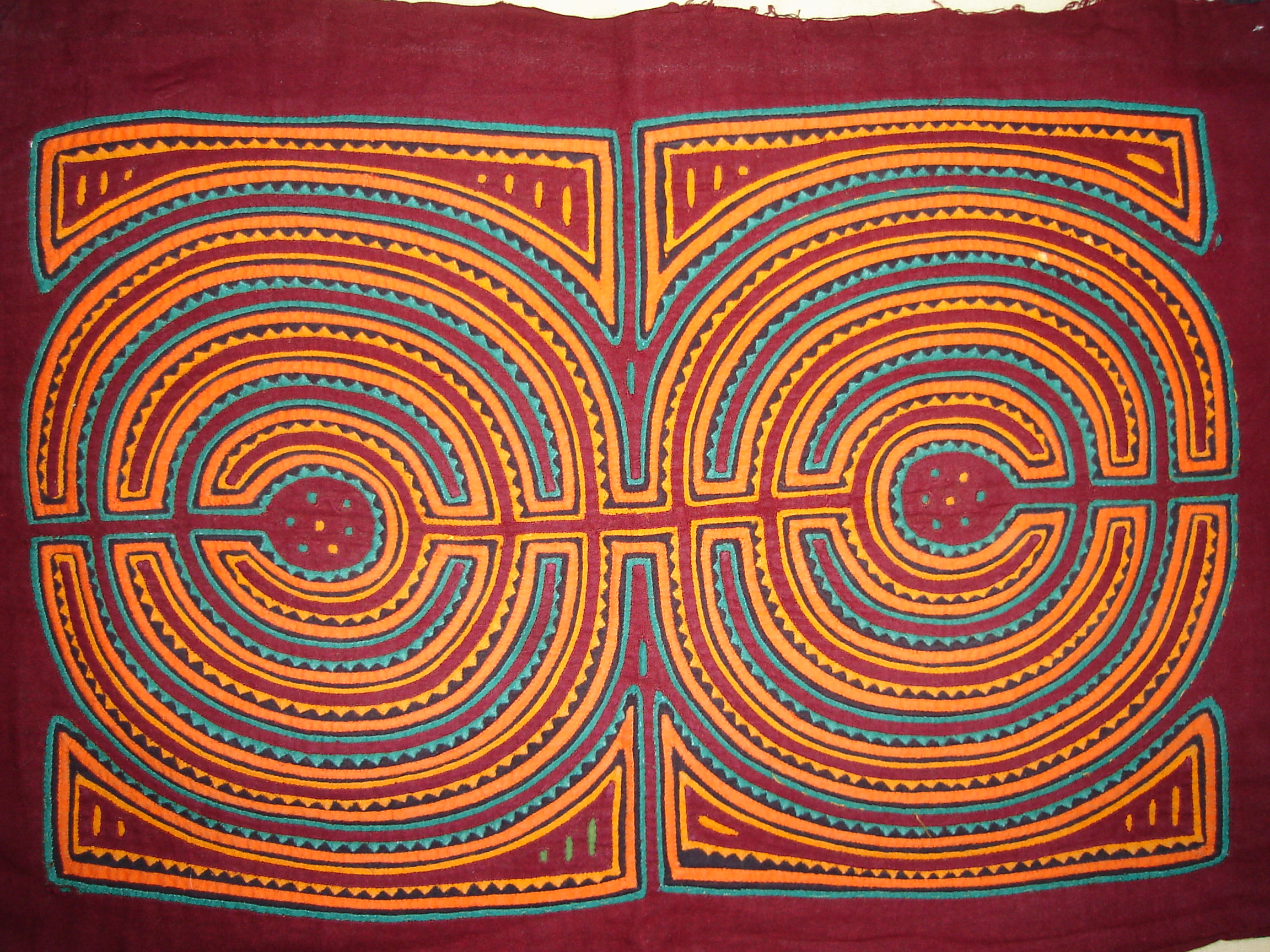
L'olasu, l'anello da naso

I disegni tradizionali sono astratti, lineari e geometrici, direttamente derivati dallo stile di decorazione geometrica che veniva anticamente utilizzata per dipingere il corpo. Altri soggetti sono ispirati dalle leggende Kuna o dalle loro tradizioni come l'olasu (anello da naso) o la svastica che compare nella bandiera Kuna Yala dal 1925. Forte fonte d'ispirazione è la natura con l'arcobaleno, gli animali, i fiori e le piante anche se soggetti moderni cominciano ad affacciarsi e a mescolarsi ai temi tradizionali.